# Ингрэм, Джек
Джек Ингрэм (Jack Ingram) — американский кантри-музыкант, автор, певец и гитарист. Лауреат и номинант нескольких музыкальных наград.

## Биография
См. также «Jack Ingram Biography» в английском разделе.
Родился в Хьюстоне, штат Техасе, США. Начинал играть музыку в придорожных барах Далласа и Хьюстона. В 2007 году был назван лучшим новым кантрит-вокалистом Academy of Country Music. В апреле 2018 года песня «Tin Man» была удостоена награды Academy of Country Music Award for Song of the Year, которую Ингрэм получил как соавтор Миранды Ламберт и Jon Randall.

## Дискография
См. также «Jack Ingram Discography» в английском разделе.

### Студийные альбомы
| Название                                                | Детали                                                         | Высшая позиция | Высшая позиция | Высшая позиция |
| Название                                                | Детали                                                         | US Country     | US             | US Heat        |
| ------------------------------------------------------- | -------------------------------------------------------------- | -------------- | -------------- | -------------- |
| Jack Ingram                                             | - Дата выхода: 30 сентября 1995 - Лейбл: Crystal Clear Records | —              | —              | —              |
| Lonesome Questions                                      | - Дата выхода: 12 декабря 1995 - Лейбл: Crystal Clear Records  | —              | —              | —              |
| Livin' or Dyin'                                         | - Дата выхода: 25 марта 1997 - Лейбл: Rising Tide Records      | —              | —              | —              |
| Hey You                                                 | - Дата выхода: 21 сентября 1999 - Лейбл: Lucky Dog Records     | —              | —              | —              |
| Electric                                                | - Дата выхода: 4 июня 2002 - Лейбл: Lucky Dog Records          | 34             | —              | 23             |
| Young Man                                               | - Дата выхода: 9 марта 2004 - Лейбл: Columbia Nashville        | —              | —              | —              |
| This Is It                                              | - Дата выхода: 27 марта 2007 - Лейбл: Big Machine Records      | 4              | 34             | —              |
| Big Dreams & High Hopes                                 | - Дата выхода: 25 августа 2009 - Лейбл: Big Machine Records    | 21             | 61             | —              |
| Midnight Motel                                          | - Дата выхода: 26 августа 2016 - Лейбл: Rounder Records        | 24             | —              | —              |
| Ridin' High...Again                                     | - Дата выхода: 26 aпрель 2019 - Лейбл: Beat Up Ford Records    | —              | —              | —              |
| The Marfa Tapes (с Мирандой Ламберт и Джоном Рэндоллом) | - Дата выхода: 7 mай 2021 - Лейбл: RCA Nashville               | 7              | 51             | —              |
| «—» неучастие в чарте                                   |                                                                |                |                |                |

## Награды и номинации
| Год  | Ассоциация               | Категория                                                                      | Результат |
| ---- | ------------------------ | ------------------------------------------------------------------------------ | --------- |
| 2007 | CMT Music Awards         | Wide Open Country Video of the Year                                            | Победа    |
| 2008 | Academy of Country Music | Top New Male Vocalist                                                          | Победа    |
| 2008 | CMT Music Awards         | Wide Open Country Video of the Year                                            | Номинация |
| 2017 | CMA Awards               | Song of the Year — «Tin Man» (вместе с Мирандой Ламберт и Джоном Рэндоллом)    | Номинация |
| 2018 | Grammy Awards            | Лучшая кантри-песня — «Tin Man» (вместе с Мирандой Ламберт и Джоном Рэндоллом) | Номинация |
| 2018 | Academy of Country Music | Song of the Year — «Tin Man» (вместе с Мирандой Ламберт и Джоном Рэндоллом)    | Победа    |